# Şamil Çinaz
Şamil Çinaz (* 8. März 1986 in Nürnberg) ist ein ehemaliger deutsch-türkischer Fußballspieler.

## Karriere
Samil Cinaz spielte in seiner Jugend für Post SV Nürnberg, die SpVgg Greuther Fürth und den 1. FC Nürnberg. Dort war er in den Saisons 2005/06 und 2006/07 fester Bestandteil der 2. Mannschaft und wechselte anschließend zum FC Rot-Weiß Erfurt.
Bei den Erfurtern war er ebenfalls Stammspieler und spielte drei Jahre lang in der Regionalliga Nord und der 3. Liga. Er absolvierte insgesamt 96 Ligaspiele für Erfurt und erzielte dabei sieben Tore.
Zur Saison 2010/11 wechselte Cinaz zum FSV Frankfurt in die 2. Bundesliga. Sein erstes Pflichtspiel für den FSV bestritt er im DFB-Pokal gegen den SC Paderborn am 13. August 2010. Sein Debüt in der 2. Bundesliga feierte er in der darauf folgenden Woche beim Ligaauftakt gegen Arminia Bielefeld und war seitdem Stammspieler auf der „Sechser“-Position. Beim Auswärtsspiel gegen 1860 München am 21. November 2010 erzielte er seinen ersten Zweitligatreffer zum 3:3-Endstand. Nachdem der vorherige Kapitän Björn Schlicke während der Vorrunde der Spielzeit 2011/12 sein Amt niedergelegt hatte, wurde Cinaz Spielführer der Bornheimer.
Im Sommer 2012 wechselte er in die türkische Süper Lig zu Orduspor. Bei diesem Verein gelang ihm auf Anhieb der Sprung in die Stammelf. Da sein Verein zum Saisonende den Klassenerhalt verpasste, wechselte Çinaz zum Ligakonkurrenten Bursaspor. Für Bursaspor spielte er die nächsten vier Spielzeiten lang. Nachdem er sich im Sommer 2017 nach Vertragsende mit dem Verein auf eine Vertragsverlängerung einigen konnte, wechselte er innerhalb der Liga zu Kayserispor.

## Erfolge
Mit Bursaspor
- Türkischer Pokalfinalist: 2014/15